# Jan van Ewijk
Jan van Ewijk (Maartensdijk, 20 maart 1945) is een voormalig Nederlands honkballer en thans freelance journalist. Interviews van en over Van Ewijk zijn te vinden op www.delpher.nl

## Sportloopbaan
Van Ewijk, een rechtshandige slagman die vooral uitkwam als eerste honkman maar op alle veldposities -behalve als achtervanger- inzetbaar was, speelde in de jaren zestig van de twintigste eeuw eerst voor UVV in Utrecht en kwam daarmee in twee seizoenen, 1961 en 1963, uit in de hoofdklasse. In 1969 vertrok hij om weer op hoofdklasseniveau te kunnen spelen met twee teamgenoten, Rob Rijnders en Wim van der Ster, naar HCAW in Bussum.  Van der Ster speelde nauwelijks wedstrijden wegens zijn studie in de VS. Rijnders speelde maar één jaar bij HCAW en keerde weer terug naar UVV. Van Ewijk publiceerde de overgang van deze drie toonaangevende spelers in het dagblad Het Centrum. UVV schorste Van Ewijk wegens deze publicatie. De andere twee lokale kranten (Utrechts Nieuwsblad en Nieuw Utrechts Dagblad) uitten forse kritiek op de handelwijze van het bestuur. Kees  Hiele schreef in het Utrechts Nieuwsblad (31 augustus 1968) van 'Persvrijheid door UVV aangetast'. Van Ewijk werd gevraagd om korte stop bij HCAW te gaan spelen. Julio Hazel speelde op die positie.. Hazel wilde echter in het verreveld gaan spelen om op die manier zijn kans om in het Nederlands team te kunnen spelen te vergroten. (bron: Gooi en Eemlander). Van Ewijk zou bij HCAW tot en met het seizoen 1971 spelen. Hij speelde daar samen met in die dagen befaamde pitchers Rob Hoffmann en Ade Fijth alsmede (onder anderen) met Morris Cranston, Rob van der Gaast, Wim Hageman, Ricky Placidus. Fred Remmers en Ad Smith In 1970 wist Van Ewijk het slagkanon van UVV, Roley Wout, over te halen om voor HCAW te gaan spelen. Na één seizoen keerde Wout weer terug naar UVV. 
Van Ewijk kwam in 1965 uit voor het Nederlands honkbalteam. Hij speelde zijn eerste interland tegen het team van Groot-Brittannië op 8 augustus 1965. De dag ervoor werd gespeeld tegen de Alconbury Spartans en ruim gewonnen. De Spartans namen ook deel aan de eerste Haarlemse Honkbalweek op het Badmintonpad in Haarlem in 1961 en wonnen dit toernooi. De interland werd gespeeld in het stadion Selhurst Park van de voetbalclub Crystal Palace in Londen en werd met 3-1 gewonnen.  Van Ewijk was aanvoerder.. Coach was Charles Urbanus senior. Frank de Boer werd in 2017 -zonder succes- manager van het voetbalteam van Crystal Palace. In hetzelfde jaar speelde hij met het Nederlands team in het Pim Mulier Stadion een met 7-3 gewonnen interlandwedstrijd tegen Venezuela onder leiding van coach Nol Houtkamp. Ook toen was Van Ewijk aanvoerder.
Zijn vrouw speelde twee jaar softbal bij de UVV Wild Cats in Utrecht, op het tweede honk. Bij een uitwedstrijd in 1984 tegen Terrasvogels in Santpoort attendeerde zij Marinka Stuvel (toen de beste softbalster van Nederland) erop dat de Amerikaan Dave Bisceglia bij Van Ewijk en zijn vrouw woonde. Zij trouwden, maar zijn later weer gescheiden. Artikel van Paul Onkenhout hierover is geplaatst in Inside. Bisceglia, die catcher in klasse AA speelde voor de Cincinnati Reds, contracteerde Van Ewijk op de Universiteit van MIami. Ron Fraser was daar de hoofdcoach van de Miami Hurricanes. Fraser kende Van Ewijk van de rayontrainingen bij UVV. Hij vond Van Ewijk de 'beste outfielder van Nederland, omdat hij de bal minstens 80 meter ver kon gooien'. Een foto van Bisceglia en Van Ewijk (in kleding van Minolta Copiers) wist Van Ewijk  op de voorpagina van het sportkatern van De Telegraaf te plaatsen. Bisceglia werd betaald door Minolta Copiers. Als tegenprestatie onderhield hij het veld van Pioniers op het Arnolduspark in Hoofddorp. Terwijl hij aan het golfen was. Van Ewijk was teambegeleider. Bij een uitwedstrijd tegen Tex Town Tigers in Enschede was Bisceglia onvindbaar. Minolta stond halverwege het seizoen op de laatste plaats. In de bus huilde hij. Bisceglia en Van Ewijk spraken af, dat Van Ewijk de rest van het seizoen zou coachen. De dubbelfunctie van Bisceglia (catcher en coach) bleek te zwaar. Het bestuur van Minolta Pioniers was falikant tegen deze constructie. Er werd een ultimatum gesteld. Bisceglia zou terugkeren naar de USA of Van Ewijk zou het coachen overnemen. Het bestuur gaf met tegenzin toestemming. Degradatie werd vermeden.
Het verhaal  over huisvesting was bij een andere Amerikaan die in 1980 met Hoofddorp Pioniers speelde totaal anders. Het ging hier over Tom Keating. Van Ewijk kon als teambegeleider honkbalicoon Boudewijn Maat (ook woonachtig in Hoofddorp) overhalen om Hoofddorp Pioniers te gaan coachen. Als betaalde coach. Samen met zijn assistent Joop Peeters jr, ook woonachtig in Hoofddorp. Ondanks andere afspraken met het volledige bestuur wenste geen enkel bestuurslid Tom Keating te huisvesten. Keating werd niet betaald. Hij werkte tijdelijk bij Honeywell Thermostaten in Hoofddorp. Andere kosten (aankoop Amerikaans paspoort, aankoop auto en, vooral, voeding) werden betaald door Van Ewijk en zijn vrouw. Met een totaal van ruim 7500 gulden. Ondanks verzoeken aan het bestuur van Pioniers is dit bedrag nooit terugbetaald. Maat en Peeters waren twee jaar coach. Maat overleed in 2023.
In 1982 bezocht Van Ewijk, als medewerker  van Het Parool de Haarlemse Honkbalweek. Daar speelde Dave Winfield als werper van de Alaska Goldpanners. De Goldpanners werden derde. Gezien zijn lengte (1,98 lang) zag men hem aan voor Hamilton Richardson. Die niet deelnam aan dat toernooi. Artikel hierover stond in Inside. In 1984 bezocht Van Ewijk met zijn familie Amerika. Hij ontmoette Dave Winfield, toen spelend voor de New York Yankees.  Winfield zei dat hij altijd op een Democraat stemde. Het interview vond plaats in de kleedkamer van de New York Yankees en verscheen in Inside met als kop: 'Kanjer Dave Winfield'. Van Ewijk kreeg een door Winfield gesigneerde pet. Winfield zit in de Hall of Fame in Cooperstown. Namens zijn eerste team: de San Diego Padres. 
In 1987 was Peter Laanen bondsvoorzitter van de KNBSB. Laanen was op dat moment miljonair en sponsorde met zijn IT-bedrijf Multi Function het Haagse ADO. Door Paul Moerman werd hij tot erevoorzitter benoemd. Bijzonder ongebruikelijk na drie jaar voorzitterschap. Toen Van Ewijk Laanen informeerde dat de benoeming te maken had met de wens van zijn voorganger Moerman om het honkbal te blijven financieren, gaf Laanen tot consternatie van de toen waarnemend voorzitter van de KNBSB Jules de Pierre het erelidmaatschap terug. Interview met Laanen over deze zaak  verscheen in Het Parool. Paul Moerman had een affaire met bondsbestuurder Josefien Hofstee. Was directeur van bouwmarkt Wickes. Had een BV op Curaçao.  Zat in de bijstand, maar toerde in Haarlem in een dure Alfa Romeo. Ruilde in Oekraïne door de bond verstrekte honkbalknuppels voor tv-toestellen. Had een creditcard van de bond. Met mevrouw Hofstee ging hij naar Milaan en Parma.  Moerman was in gemeenschap van goederen getrouwd met Floor van Hijkoop. Zij hadden een villa in Diemen. Die moest verkocht worden. Van Hijkoop liet een deurwaarder aankloppen bij het bondsbureau, toen gevestigd in Santpoort, om een deel van het door haar man verduisterde geld terug te krijgen. Van Hijkoop woont erna in een huurhuis in Amstelveen. Moerman stierf in dronkenschap in Zandvoort. Voordat Moerman voorzitter werd had Van Ewijk een interview met hem. Verscheen in Het Parool.
Waarom Pioniers nu 'World Wide Pharma Logistics Pioniers' moet heten, ontgaat Van Ewijk.  'Pharma Logistics' lijkt hem meer dan voldoende. Als bedenker van de naam Pioniers.is Van Ewijk hierover ontstemd. Hij blijft bezig als freelance journalist. In 1984 had hij ook interviews met Andruw Jones, Cal Ripken in het Exhibtion Stadion in Toronto (voorloper van de Skydome) en met Pete Rose (overleden in 2024) in het stadion van de Montreal Expos. In dit stadion vonden de Olympische Spelen van 1976 plaats. Het interview met Jones staat in Het Parool.
Na zijn actieve topsportloopbaan zou Van Ewijk nog uitkomen voor Thamen in Uithoorn in de eerste klasse en met HSV Hoofddorp in de tweede klasse. Coach bij Thamen was Leo Kops. Bij HSV Hoofddorp was Arie van Zuilen.coach en erna Frans Sodekamp.

## Maatschappelijke loopbaan
Van Ewijk studeerde in 2002 en 2003 rechten aan de VU en UvA (niet afgestudeerd) en werkte ervoor als grafisch ontwerper, organisatie-adviseur en hoofd van een Mobiliteitscentrum in het bank- en verzekeringswezen. Ook was hij voorzitter van de ondernemingsraad van de toenmalige Generale Bank Nederland (GBN) en lid van het Dagelijks Bestuur aan werknemerskant van de Europese ondernemingsraad (EOR) van Generale Bank. Van Ewijk was tevens lid van de eerste EOR in de financiële wereld: Die van Crédit Lyonnais. Bij Crédit Lyonnais (een staatsbank en op dat moment de grootse bank van de wereld) ontstond een affaire over filmfinanciering. In Rotterdam was Frans Afman een succesvolle financier van films. Hij financierde onder andere de film Blade Runner met Rutger Hauer in de hoofdrol. Zijn taak werd overgenomen door de coke snuivende Georges Vigon en Marcel Brutschi. Dit stel kocht voor vier miljard dollar de filmmaatschappij MGM. Dit leidde uiteindelijk tot het faillissement van Crédit Lyonnais. De bank werd overgenomen door Crédit Agricole (de Franse 'Rabobank'). President toen was François Mitterand en zijn minister van Financiën was Pierre Bérégevoy. Die voelde zich verantwoordelijk voor het échec. Hij schoot op 1 mei 1993 (De Dag van de Arbeid!) een kogel door zijn hoofd. Van Ewijk werd geïnterviewd door de Franse kwaliteitskrant Le Monde, waarin hij een en ander heeft toegelicht. In 1998 verscheen Van Ewijk in het programma Buitenhof. Als voorzitter van de OR van de Generale Bank Nederland. Dit interview deed veel stof opwerpen, zowel in Nederland als in België. Van Ewijk droeg geen stropdas en had een spijkerbroek aan.Hij beschuldigde de voorzitter van de raad van bestuur van ABN Amro, Kalff, van onethische praktijken.

## Nevenactiviteiten
Na zijn sportloopbaan zou Van Ewijk nog jaren bij honkbal betrokken blijven. Hij koppelde zijn journalistieke werkzaamheden als freelance honkbalmedewerker van onder andere het dagblad Het Centrum  (Utrecht), honkbalvakblad Inside en in de jaren negentig van Het Parool met zowel bestuurlijke- en coach-activiteiten bij zowel zijn vereniging HSV Hoofddorp als bij de honkbalbond KNBSB. Hij was de stimulator om de honk- en softbaltak los te maken van de omnisportvereniging SV Hoofddorp. Op zijn voorstel werd de clubnaam herdoopt tot Hoofddorp Pioniers. Tevens was hij de initiatiefnemer tot de sponsorovereenkomst met Minolta in 1983. Deze samenwerking met, later, Konica Minolta zou liefst 32 jaar duren. Als coach was hij ook actief bij de jeugd en samen met zijn assistent Frank Maduro behaalde hij in 1987 het eerste landskampioenschap van de club bij de pupillen. Op het 4th of July Tournament op de luchtmachtbasis Ramstein in Duitsland werd Hoofddorp Pioniers derde. Twee jaar later bij de aspiranten achtste. Dat team speelde on de naam Trump Pioniers. Frank Maduro was coach op het derde honk. Van Ewijk stond als manager in de dug-out. Het kampioenschap van Nederland werd behaald door in de finale (gepeeld in Lisse) met 7-3 tegen Thamen uit Uithoorn te winnen. Pioniers speelde dat jaar mee in het eigen rayon (Haarlem) en buiten mededinging bij de aspiranten in het rayon Amsterdam. In totaal werden er dat seizoen 98 wedstrijden gespeeld.  Een aantal dat zelfs een toonaangevende club als Pirates uit Amsterdam met geen enkel jeugdteam heeft benaderd. Frappant was dat bij de kampioenswedstrijd in Lisse geen enkel bestuurslid aanwezig was. Wel werd het team, de coaches en de staf gehuldigd op het gemeentehuis in Hoofddorp. Door de toenmalige wethouder Cnossen. Foto plus verslag verscheen in de Hoofddorpse Courant.
Binnen de bond en als journalist streefde Van Ewijk naar een meer professionele en op Amerikaanse leest gestoelde aanpak van de honkbalsport hetgeen hem soms in conflict bracht met de gevestigde orde. Tot 2019 was hij nog actief als scorer voor het derde honkbalteam van de Amsterdam Pirates, de Mokum Hawks. Vanaf 2021 is hij weer actief bij Hoofddorp Pioniers. Als freelance journalist schrijft hij nu artikelen voor Fastball Magazine. Van Ewijk was toen hij in 1976 bij de Nederlandse Credietbank werkte ook grafisch ontwerper. Zo ontwierp hij het carbonloze overschrijvingsformulier (bestaat niet meer) en de nog wel in gebruik zijnde  portvrije bankenvelop en het rekeningafschrift zonder bijlagen En tevens het briefpapier van Hoofddorp Pioniers.

## Persoonlijk
Van Ewijk trouwde in 1967 met de softbalster Carry de Boer (1947-2004), die als tweede honkvrouw twee jaar uitkwam voor de UVV Wild Cats. Later werd zij jeugdcoach en trainer honkbal bij de Hoofddorp Pioniers.